# Goanna
Goanna는 오픈 소스 브라우저 엔진이자 모질라의 게코에서 파생된 Unified XUL 플랫폼의 일부이다. 페일 문 및 바실리스크(Basilisk) 브라우저에서 사용된다. 인터링크(Interlink) 메일 클라이언트, 하이퍼볼라(Hyperbola)의 IceWeasel 및 기타 UXP 기반 애플리케이션의 기반이 된다. 또한 K-멜레온 브라우저 및 Mypal용으로 윈도우 XP로 비공식적으로 포팅되었다. and Mypal.

## 역사
게코의 독립 포크인 Goanna는 2016년 1월에 처음 출시되었다. 프로젝트 창립자이자 수석 개발자인 M. C. 스트래버는 페일 문이 파이어폭스와 점점 더 다양해지는 맥락에서 이를 수행하기 위한 기술 및 상표 관련 동기를 인용했다. Goanna의 차이점에는 두 가지 중요한 측면이 있다. 모질라의 퀀텀 프로젝트 중에 게코에 추가된 러스트 언어 구성 요소가 없으며 Goanna를 사용하는 애플리케이션은 항상 단일 프로세스 모드에서 실행되는 반면 파이어폭스는 다중 프로세스 애플리케이션이 되었다.